# Chris White (Bassist, 1936)

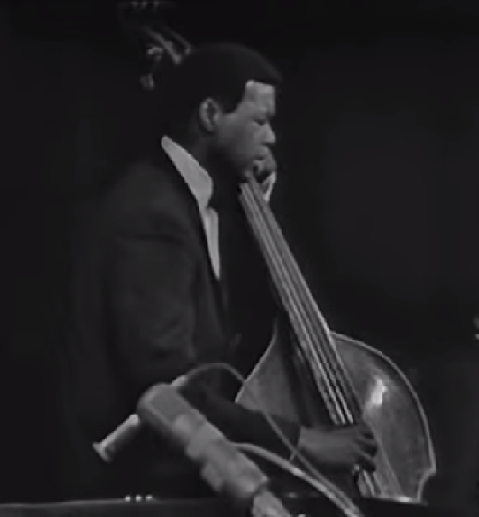
Chris White

Chris White (* 6. Juli 1936 in New York City; † 2. November 2014) war ein US-amerikanischer Jazz-Bassist.
White trat in den 1950er Jahren gelegentlich mit Cecil Taylor auf. 1960 bis 1961 begleitete er die Sängerin Nina Simone. Danach gehörte er bis 1966 der Band von Dizzy Gillespie an. 1963 spielte er Aufnahmen mit Gillespies Saxophonisten James Moody ein. Später leitete er die eigene Band The Jazz Survivors und war Mitglied der Gruppe Prism. Daneben arbeitete er unter anderem mit Billy Taylor, Eubie Blake, Earl Hines, Chick Corea, Teddy Wilson, Kenny Barron, Mary Lou Williams, Duke Ellington, Sarah Vaughan, Carmen McRae und Billy Cobham zusammen.
1976 wirkte er bei den Wildflowers Loft-Sessions mit. Im Bereich des Jazz war er ab 1960 an über 80 Aufnahmesessions beteiligt.
1992 erschien sein Album The Chris White Project (mit Cecil Brooks III, Jimmy Ponder, Cassandra Wilson, Grachan Moncur III, Steve Nelson, Keith Copeland, Marvin Horne, Steve Kroon, Michael Raye). White war der erste Direktor des New Yorker Projektes Jazzmobile, erster Direktor des Institute of Jazz Studies der Rutgers University und unterrichtet am Bloomfield College in New Jersey.  White entwickelte ferner ein Musik-Notationssystem und betätigte sich als Herausgeber im Verlag Da Capo Press und der Zeitschrift Black Perspective In Music. Er erwarb den Master in Musikpädagogik an der University of Massachusetts.